# Hangar i torre de control als Mangraners
Hangar i torre de control als Mangraners és una obra de Lleida protegida com a bé cultural d'interès local.

## Descripció
És una edificació aïllada formant un conjunt de 3 volums definits, dos d'ells cúbics i un amb una cobertura en volta parabòlica de gran importància estructural. La façana és més aviat el resultat de la imatge de la mateixa coberta. La nau-hangar és d'espai lliure i la torre té tres nivells. Murs de càrrega, forjats isostàtics i fàbrica de maó.

## Història
Fou de l'Aeroclub de Lleida.